# پراتا دی پرینچیپاتو اولترا
پراتا دی پرینچیپاتو اولترا (به ایتالیایی: Prata di Principato Ultra) یک کومونه در ایتالیا است که در استان آولینو واقع شده‌است.

## خصوصیات
پراتا دی پرینچیپاتو اولترا ۱۰٫۷۸ کیلومترمربع مساحت و ۳٬۰۱۱ نفر جمعیت دارد و ۳۱۰ متر بالاتر از سطح دریا واقع شده‌است.